# Lindeberg (Hainewalde)
Der Lindeberg ist eine 459,3 Meter hohe Erhebung in der Östlichen Oberlausitz im Freistaat Sachsen. Er liegt auf dem Gebiet der Gemeinde Hainewalde im südlichen Teil des Hofebuschs und gehört damit zum Landschaftsschutzgebiet Mandautal. Südlich vorgelagert liegt der 396,6 Meter hohe Wiedeberg.
Die Kuppe des Lindebergs besteht aus schwach geneigten Phonolithsäulen, die hier im Tertiär die Seifhennersdorfer Basaltdecke durchbrochen haben. Früher wurde dieses Gestein hier abgebaut, der Steinbruch wird heute aber nicht mehr genutzt.
Durch intensive Forstwirtschaft ist der Berg heute größtenteils von Fichten bedeckt, nur vereinzelt finden sich Birken oder andere Laubbäume. Im April 2012 kam es hier zu einem etwa einen Hektar großen Schonungsbrand, der aber durch einen grenzübergreifenden Feuerwehreinsatz der Feuerwehren Großschönau und Varnsdorf gelöscht werden konnte.